# ミアン人
ミアン人、ミアンミン（Mianmin）はパプアニューギニア、サンダウン州のテレフォミン地区に住む民族。人口はミアン人の言語であるミアン語の話者数に基づけば、3,500人である。
ミアン人は熱帯雨林と川がある山岳地帯の小さな村々に居住している。この環境はミアン人の交通手段を非常に制限し、そのため交通はほとんど徒歩のみに制限されているが、これはミアン人が狩猟と焼畑を含む農業に基づいた伝統的な生活様式を保持するのを助けた。ミアン人はサツマイモ、サゴヤシ、バナナ、パイナップル、パンノキ、パウパウ、サトウキビ、カボチャを栽培し、近年ではみかん、トマト、豆、ピーナッツ、ココナッツも栽培している。 ミアン人が狩る動物には、豚、ヒクイドリ、鳥、魚、蛇、小型の爬虫類が含まれる。 狩りはもっぱら男性の仕事で、対する女性は普通、食事の準備をする。